# 帕維爾·納希莫夫

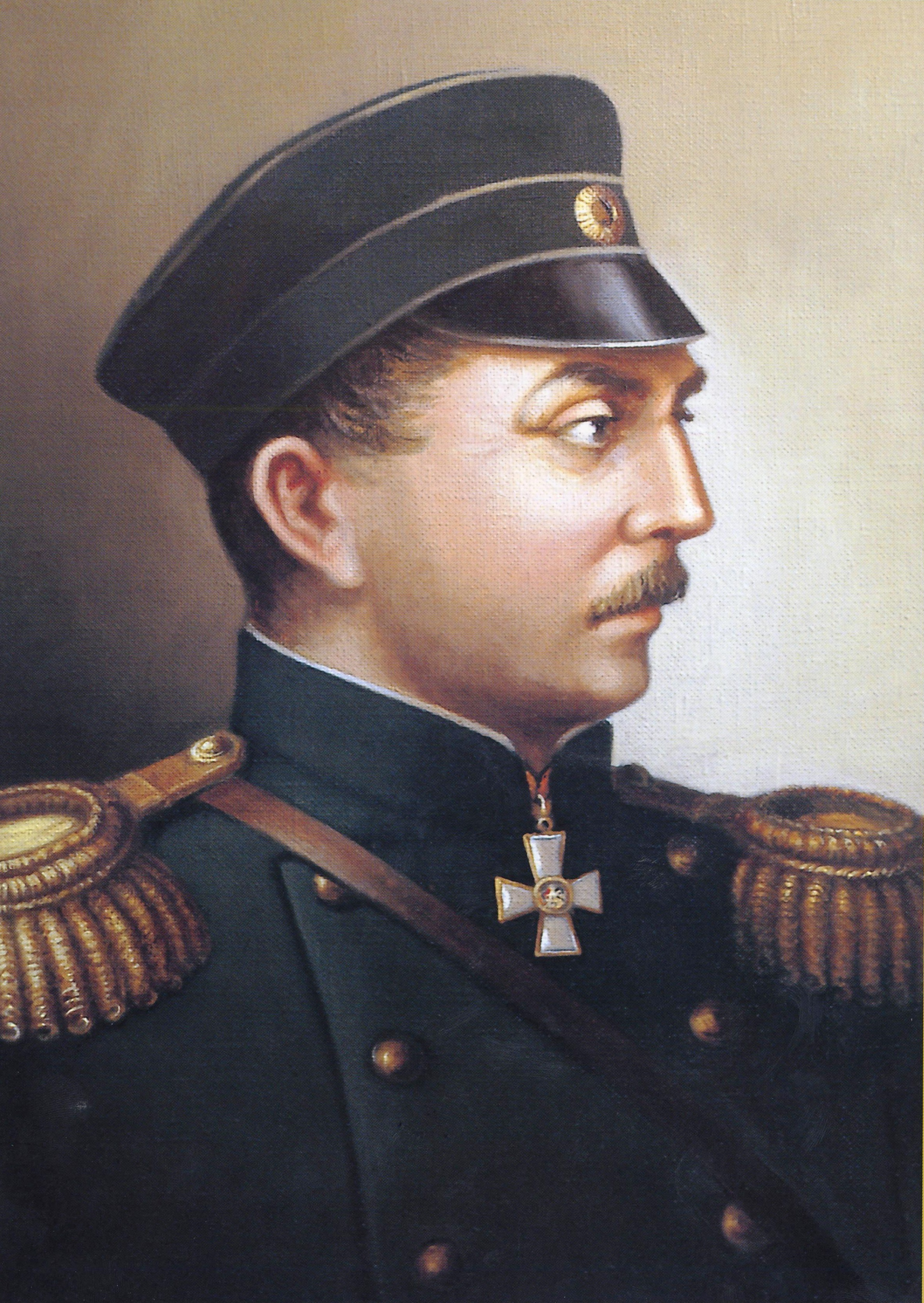
帕维尔·纳希莫夫

帕维尔·斯捷潘诺维奇·纳希莫夫（羅馬化：Pavel Stepanovich Nakhimov；1802年7月5日（旧历6月23日）—1855年7月12日（旧历6月30日）），俄罗斯帝国海军上将。他在克里米亚战争的塞瓦斯托波尔围城战中指挥俄军抵抗奥斯曼帝国的入侵而知名。
出生在斯摩棱斯克省。1815年在圣彼得堡的贵族海军学院毕业后，服役于波罗的海舰队。1822年至1825年，先后跟随米哈伊尔·拉扎列夫和洛德韦克·范海登，参加环球旅行。
1827年，在希腊独立战争的纳瓦里诺海战中参战。1829年回到喀琅施塔得。
1854年，担任黑海舰队司令官。在1853年12月1日的锡诺普海战中，他率军歼灭了一支奥斯曼帝国的舰队。1855年2月起，担任塞瓦斯托波尔的要塞防御指挥官。7月12日，在塞瓦斯托波尔围城战中因头部中弹而死。与米哈伊尔·拉扎列夫、弗拉基米尔·科尔尼洛夫、弗拉基米尔·伊斯托明一同葬于塞瓦斯托波尔的圣弗拉基米尔主教座堂。